# Katakres
Katakres är en (till synes) ologisk sammanblandning av ord, uttryck eller bilder som kan vara både medveten och omedveten. Ordet katakres kommer från grekiskans κατάχρησις (katachresis) som betyder ”missbruk” (jämför latinets abusio). En katakres kan vara humoristiskt menad eller en helt ofrivillig groda.
Inom den klassiska retoriken handlar katakres först och främst om ord där en ”riktig” term saknas, vilket också är orsaken till att den räknas som en trop. I Ad Herennium menar författaren att det ”närbesläktade” ord (som då används) får en utvidgad mening i det att man ”pressar ordets betydelse”. Användning av katakreser anses ibland av retoriker vara ”icke retoriskt”, eftersom de alltid bygger på smärre ”fel”. Den försvarades dock av Quintallianus som kallade katakresen för ”en nödvändig metafor”.

## Historia
Katakreser framträdde ofta i barockens litteratur då man ville skapa extrema sinnesstämningar eller rentav en känsla av fjärmande. I nutida språkforskning vill man mena att katakresen är en kombination av två olika troper, ofta metaforer, som egentligen inte hör ihop.

## Användning
En katakres används ibland som en form av ironi för att väcka uppmärksamhet. Den kan även uppstå då någon av troperna blivit så vanlig, att den inte längre upplevs som en trop. En katakres kan ge intrycket av att talaren är lärd och att han förväntar sig detsamma av åhörarna. En del "sportgrodor" är exempel på katakreser som sällan upplevs särskilt genomtänkta.
Användande av antonymer som synonymer
– Läs vår grundliga intervju med Ravelli som går på djupet med den kända målvakten!"
Användande av ord i en helt annan betydelse än den förväntade
– Här kommer Magdalena Forsberg i koncentrerad form!
Kontaminationer
– Nu mår jag som en prins i vattnet.
Använda motsatser eller motstridigheter
– Det fortsätter att regna i det översvämningsdrabbade Pakistan och vattnet sprider sig som en löpeld!
Skapa ologisk blandning av metaforer
– Det var pricken som fick i:et att rinna över.